# الأشرف زين الدين شعبان
السُّلْطَان الْملك الْأَشْرَف أبو المفاخر زَيْنُ الدِّينِ شَعْبَانُ بن الأمجد حسَيْنْ بن النَّاصِرُ مُحَمَّدُ بن الْملك الْمَنْصُور سيف الدّين قَلَاوُونَ الألفي العلائي الصَّالِحِي ( القاهرة 754هـ / 1353م - القاهرة 778هـ / 1377م) لقب بالسلطان الشهيد وعرف في المصادر الأوروبية بلقب شعبان الثاني ،وهو السلطان الثَّالِث عَشر من سلاطين بني قَلَاوُونَ ويعتبر آخر ملك قوي من السلالة القلاوونية.
تولي حكم مصر عام 764هـ / 1363م و استطاع القضاء علي الأتابك يلبغا العمري و طيبغا الطويل (الحاكمين الفعليين) و تخلص منهما ومن غيرهما من الأمراء المماليك الذين كانوا يتطلعون إلى العرش.وتمكن السلطان شعبان بن حسين من محاربة الفرنجة في طرابلس الشام، ومن حماية أراضيه من تقدمهم؛ وقتل ألفا من جنودهم قام ايضا فتح وفتح مملكة أرمينيا الصغرى و فتح بغداد و إعادة بناء الأسطول المصري و بذالك أصبح السلطة الوحيدة في البلاد، وحكم بدون الرجوع إلى الأمراء للمشورة؛ وكان محبوبا من رعاياه.

## نشأته

### نسبه
زين الدين شعبان بن الأمجد حسين بن الملك الناصر ناصر الدين محمد بن الملك المنصور سيف الدين قلاوون الألفي العلائي الصالحي
والده هو الأمجد حسَيْنْ بن النَّاصِرُ مُحَمَّدُ بن قَلَاوُونَ ،وهو آخر مَن مات من أولاد الملك الناصر محمد بن قلاوون تسلطن أخوه الملك الناصر حسن بن محمد بن قلاوون، فتراسلت المماليك الجراكسة على أن يعملوه سلطاناً، ففطن السلطان بدر الدين حسن بذلك، فقبض على أربعين منهم، وأخرجوا إلى الشام، وضرب ستة منهم، وحبسوا.ثم احتفظ بأخيه الأمجد حسين إلى أن مات الملك الناصر حسن. وتسلطن من بعده الملك المنصور محمد بن المظفر حاجي (ابن أخيه) ،وكان سبب ذالك أن الأمراء أرادو سلطان ضعيف يستطيعون التحكم به. فلم تطل أيام حسين، ومات قبل سلطنة ولده الأشرف شعبان بأشهر،وتوفي في ليلة السبت رابع شهر ربيع الآخر سنة 764هـ.
أما والدته فهي خوند بركة جارية جركسية الأصل اعتقها الأمجد حسين وتزوجها وانجب منها زين الدين شعبان الذي كان يحب أمه خوند بركة حبًا جمًا، حتى إنه بنى لها مسجداً ومدرسة باسمها في القاهرة قرب قلعة الجبل أسماها مدرسة أم السلطان نظمت بها دروسًا للمذهب الشافعي والحنفي، ووضعت على بابها سبيلاً لسقي المارة وحوضًا لسقي الدواب، بالإضافة إلى كتاب لتحفيظ القرآن وتعليم القراءة والكتابة.

## سياسته في الجيش
قام السلطان الأشرف شعبان بن قلاوون بنفس سياسة جده الناصر محمد في الجيش (قام الناصر محمد بن قلاوون بادخل المزيد من الآف المصريين العوام لسلاح اجناد الحلقة لمنفاسة المصريون ذو الأصول المملوكية مثل أولاد الناس ) حيث أن الأشرف شعبان أمر بتزويد الآلاف من المصريين من مختلف أنحاء مصر في السلك العسكري النظامي لينافسوا جنود المماليك في القاهرة بشكل دائم كما قام ايضا بضمهم في سلاح المماليك السلطانية عسكر من فئة العساكر الخاصكية ،وهذا لأن المصريون أكثر اخلاصا وشجاعة، وبالفعل الخاصكية المصريون هما قاموا بالقضاء على تمردات المماليك الجركسية ضد الأشرف شعبان بن قلاوون في معركة القاهرة عام 1367م حيث أن الخاصكية المماليك هربوا من المعركة وتركوا السلطان وحيد في مواجهة قوات يلبغا العامري، و ايضا شاركوا في قمع تمرد اينال اليوسفي عام 1373م.

## اغتياله
اغتيل على يد المماليك اليلبغاوية الجراكسة عام 778هـ و سقط حكم بني قلاوون بعدها بسنين قليله دفن في قبة مدرسة أم السلطان شعبان بمنطقة الدرب الأحمر بجنوب القاهرة، ومن المأثور عنه أنه طلب من الأشراف في مصر والشام تمييزعمائمهم بعلامة خضراء تعظيما لقدرهم.

### احداث اغتياله
نجح الإنقلاب على السلطان شعبان والقبض عليه في المنزل الذي كان يختبأ فيه في إحدى حواري القاهرة و خلع الجنود المتمردون ملابس السلطنة عن السلطان والبسوه زي جندي من الجنود واخذوه وهم يخفون رأسه حتى لايتعرف عليه محبيه من العامة والجنود فيحررونه، وعندما وصلوا بالسلطان الى قلعة القاهرة قاموا بالتحقيق معه بخصوص مكان كنوزه وامواله فبعد ان قال لهم على مكان أمواله جاء قائد الإنقلاب الأمير اينبك البدري وكان ذلك الأمير معروف بكرهه لبني قلاوون.
فأخذ الأمير اينبك البدري يضرب السلطان شعبان بالعصى حوالي سبعين مره على قدمي السلطان حتي أغمي عليه من شدة الضرب ثم جاء رجل كان من مماليك زوج امه جاي اليوسفي واسم المملوك هو جاركس شاد وخنق السلطان بيده بدون اي رحمة و قاموا بوضعه في سجادة ورموه في أحد ابار قلعة القاهرة حتى وجده أحد الخدم فأخبر رجال السلطان المخلصين فأخذوه وغسلوه ودفنوه في مسجد أم السلطان شعبان بالقاهرة و اعتبر شعب و عساكر المصريون السلطان شعبان شهيدا للشهداء وبطلا مظلوماً و فقاموا بالانتقام من قتلة السلطان وعلى رأسهم اينبك البدري.